# ビリー・スレイター
ウィリアム・"ビリー"・スレイター（William 'Billy' Slater、1983年6月18日- ）は、オーストラリアの元ラグビーリーグ選手である。2000年代と2010年代にプレーした。オーストラリア代表（カンガルーズ）、ステート・オブ・オリジンのクイーンズランド州代表。スレイターは、全キャリアをナショナルラグビーリーグのメルボルン・ストームで過ごし、NRLグランドファイナルに7回出場した。スレイターはクラブの最多トライ記録、フルバックとしてNRLの最多トライ記録を持つ。キャリアではNRLで190トライを積み重ね、これはケン・アーヴァインに次いで歴代2位である。スレイターはグランドファイナルを2度制し、クライヴ・チャーチル・メダル（グランドファイナルの最優秀選手賞）とダリーMメダル（シーズン最優秀選手賞）を受賞した。カンガルーズの一員として、2008年ワールドカップの最多トライ記録選手、大会最優秀選手となり、その年の世界最優秀選手としてゴールデンブーツ賞を得た。